# Liste der Fahnenträger der Olympischen Sommerspiele 1936

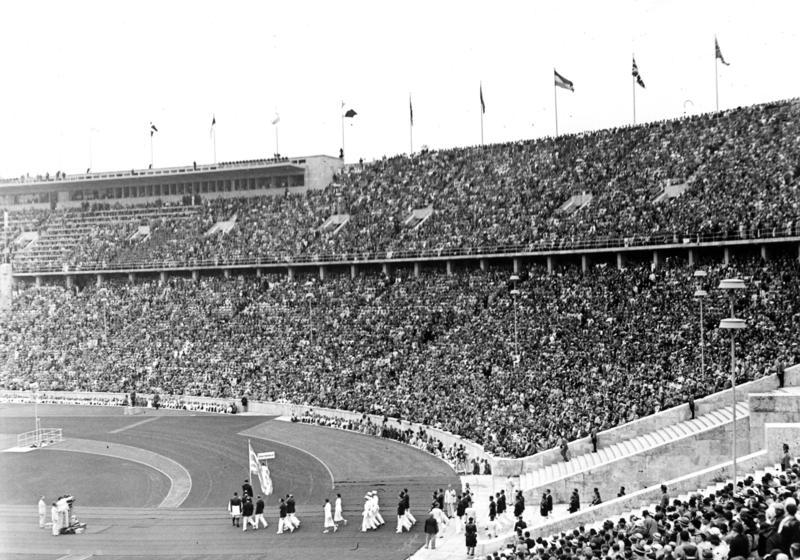
Einmarsch der Nationen

Die Liste der Fahnenträger der Olympischen Sommerspiele 1936 führt die Fahnenträger bei der Eröffnungsfeier auf.
Beim Einmarsch der Nationen zogen Athleten aller teilnehmenden Länder ins Olympiastadion von Berlin ein. Bei der Eröffnungsfeier wurden die einzelnen Teams von einem Fahnenträger aus den Reihen ihrer Sportler oder Offiziellen angeführt, der entweder von ihrem jeweiligen Nationalen Olympischen Komitee (NOK) oder von den Athleten selbst bestimmt wurde.

## Reihenfolge
Der griechischen Mannschaft wurde traditionell der Platz an vorderster Stelle gewährt, ein Sonderstatus, der aus der Ausrichtung der antiken und ersten Spiele der Moderne in Griechenland herrührt. Die Deutsche Delegation marschierte als Gastgebernation zuletzt ein. Die anderen Länder betraten das Stadion in alphabetischer Reihenfolge in der Sprache der Gastgebernation, in diesem Fall also Deutsch. Diese Reihenfolge entspricht sowohl der Tradition als auch den Statuten des Internationalen Olympischen Komitees (IOK).

## Liste der Fahnenträger
Nachfolgend führt eine Liste die Fahnenträger der Eröffnungsfeier aller teilnehmenden Nationen auf, sortiert nach der Abfolge ihres Einmarsches. Die Liste ist zudem sortierbar nach ihrem Staatsnamen, nach Mannschaftskürzel, nach Anzahl der Athleten, nach dem Nachnamen des Fahnenträgers und dessen Sportart.

### Nach Nationen
| Abfolge | Nationalmannschaft    | Deutsches Alphabet | Kürzel | Athleten | Fahnenträger               | Sportart           |
| ------- | --------------------- | ------------------ | ------ | -------- | -------------------------- | ------------------ |
| 1       | Griechenland          | Griechenland       | GRE    | 40       | Ioannis Skiadas            | Leichtathletik     |
| 2       | Ägypten               | Aegypten           | EGY    | 54       | Mohamed Abdel Rahman       | Fechten            |
| 3       | Afghanistan           | Afghanistan        | AFG    | 14       |                            |                    |
| 4       | Argentinien           | Argentinien        | ARG    | 51       | Juan Carlos Zabala         | Leichtathletik     |
| 5       | Australien            | Australien         | AUS    | 32       | Edgar Gray                 | Radsport           |
| 6       | Belgien               | Belgien            | BEL    | 120      | Édouard Écuyer de le Court | Moderner Fünfkampf |
| 7       | Bermuda               | Bermuda            | BER    | 5        | Chummy Hayward             | Offizieller        |
| 8       | Bolivien              | Bolivien           | BOL    | 1        | Alberto Conrad             | Schwimmen          |
| 9       | Brasilien             | Brasilien          | BRA    | 73       | Antônio Lira               | Leichtathletik     |
| 10      | Bulgarien             | Bulgarien          | BUL    | 24       | Ljuben Dojtschew           | Leichtathletik     |
| 11      | Chile                 | Chile              | CHI    | 40       | Rafael Zúñiga              | Offizieller        |
| 12      | China                 | China              | CHN    | 54       | Lee Wai Tong               | Fußball            |
| 13      | Kolumbien             | Columbien          | COL    | 5        | José Domingo Sánchez       | Leichtathletik     |
| 14      | Costa Rica            | Costa-Rica         | CRC    | 1        | Bernardo de la Guardia     | Fechten            |
| 15      | Dänemark              | Dänemark           | DEN    | 116      | Erik Hammer Sørensen       | Fechten            |
| 16      | Estland               | Estland            | EST    | 33       | Erich Altosaar             | Basketball         |
| 17      | Finnland              | Finnland           | FIN    | 107      | Akilles Järvinen           | Leichtathletik     |
| 18      | Frankreich            | Frankreich         | FRA    | 201      | Jules Noël                 | Leichtathletik     |
| 19      | Großbritannien        | Großbritannien     | GBR    | 207      | Jack Beresford             | Rudern             |
| 20      | Haiti 1807            | Haiti              | HAI    | 1        | René Ambroise              | Gewichtheben       |
| 21      | Niederlande           | Holland            | HOL    | 128      | Rein de Waal               | Hockey             |
| 22      | Britisch-Indien       | Indien             | IND    | 27       | Dhyan Chand                | Hockey             |
| 23      | Island                | Island             | ISL    | 12       | Kristján Vattnes           | Leichtathletik     |
| 24      | Königreich Italien    | Italien            | ITA    | 182      | Giulio Gaudini             | Fechten            |
| 25      | Japan                 | Japan              | JPN    | 153      | Ōshima Kenkichi            | Leichtathletik     |
| 26      | Jugoslawien           | Jugoslawien        | YUG    | 90       | Milan Stepišnik            | Leichtathletik     |
| 27      | Kanada                | Kanada             | CAN    | 96       | James Worrall              | Leichtathletik     |
| 28      | Lettland              | Lettland           | LAT    | 24       | Haralds Marvē              | Schießen           |
| 29      | Liechtenstein         | Liechtenstein      | LIE    | 6        | Oskar Ospelt               | Leichtathletik     |
| 30      | Luxemburg             | Luxemburg          | LUX    | 44       | Jean Wagner                | Leichtathletik     |
| 31      | Malta                 | Malta              | MLT    | 11       | Godfrey Craig              | Offizieller        |
| 32      | Mexiko                | Mexiko             | MEX    | 34       | Tirso Hernández            | Offizieller        |
| 33      | Monaco                | Monaco             | MON    | 6        |                            |                    |
| 34      | Neuseeland            | Neuseeland         | NZL    | 7        | Jack Lovelock              | Leichtathletik     |
| 35      | Norwegen              | Norwegen           | NOR    | 72       | Otto Berg                  | Leichtathletik     |
| 36      | Österreich            | Österreich         | AUT    | 176      | Fritz Wurmböck             | Handball           |
| 37      | Peru                  | Peru               | PER    | 40       | Victor Flores              | Offizieller        |
| 38      | Philippinen           | Philippinen        | PHI    | 28       | Simeon Toribio             | Leichtathletik     |
| 39      | Polen                 | Polen              | POL    | 112      | Klemens Biniakowski        | Leichtathletik     |
| 40      | Portugal              | Portugal           | POR    | 19       | Fasette                    | Offizieller        |
| 41      | Rumänien              | Rumänien           | ROM    | 53       | Șerban Mănciulescu         | Schießen           |
| 42      | Schweden              | Schweden           | SWE    | 150      | Bo Lindman                 | Moderner Fünfkampf |
| 43      | Schweiz               | Schweiz            | SUI    | 174      | Paul Martin                | Leichtathletik     |
| 44      | Südafrikanische Union | Südafrika          | RSA    | 25       | Clarke Scholtz             | Leichtathletik     |
| 45      | Tschechoslowakei      | Tschechoslowakei   | TCH    | 162      | Josef Klapuch              | Ringen             |
| 46      | Türkei                | Türkei             | TUR    | 48       | Saim Polatkan              | Reiten             |
| 47      | Ungarn                | Ungarn             | HUN    | 209      | Péter Bácsalmási           | Leichtathletik     |
| 48      | Uruguay               | Uruguay            | URU    | 37       |                            |                    |
| 49      | Vereinigte Staaten    | USA                | USA    | 310      | Alfred Jochim              | Turnen             |
| 50      | Deutsches Reich       | Deutschland        | GER    | 348      | Hans Fritsch               | Leichtathletik     |

### Nach Sportarten
| Sportart           | Nationen | Anzahl |
| ------------------ | --- | ------ |
| Basketball         | Estland | 1      |
| Fechten            | Ägypten – Costa Rica – Dänemark – Königreich Italien | 4      |
| Fußball            | China | 1      |
| Gewichtheben       | Haiti 1807 | 1      |
| Handball           | Österreich | 1      |
| Hockey             | Britisch-Indien – Niederlande | 2      |
| Leichtathletik     | Argentinien – Brasilien – Bulgarien – Deutsches Reich – Griechenland – Kolumbien – Finnland – Frankreich – Island – Japan – Jugoslawien – Kanada – Liechtenstein – Luxemburg – Neuseeland – Norwegen – Philippinen – Polen – Schweiz – Südafrikanische Union – Ungarn | 21     |
| Moderner Fünfkampf | Belgien – Schweden | 2      |
| Radsport           | Australien | 1      |
| Reiten             | Türkei | 1      |
| Ringen             | Tschechoslowakei | 1      |
| Rudern             | Großbritannien | 1      |
| Schießen           | Lettland – Rumänien | 2      |
| Schwimmen          | Bolivien | 1      |
| Turnen             | Vereinigte Staaten | 1      |
| Offizieller        | Bermuda – Chile – Malta – Mexiko – Peru – Portugal | 6      |
| unbekannt          | Afghanistan – Monaco – Uruguay | 3      |